# 管廷鶚
管廷鶚（1854年—1907年），字士一，號薦秋。山東莒州（今日照市莒县）人，清朝翰林。光緒二年（1876年）考中丙子恩科二甲進士，選翰林院庶吉士，散館授編修。官至大理寺卿。